# Buddleja marrubiifolia
Buddleja marrubiifolia är en flenörtsväxtart som beskrevs av George Bentham. Buddleja marrubiifolia ingår i släktet buddlejor, och familjen flenörtsväxter. Inga underarter finns listade i Catalogue of Life.

## Bildgalleri

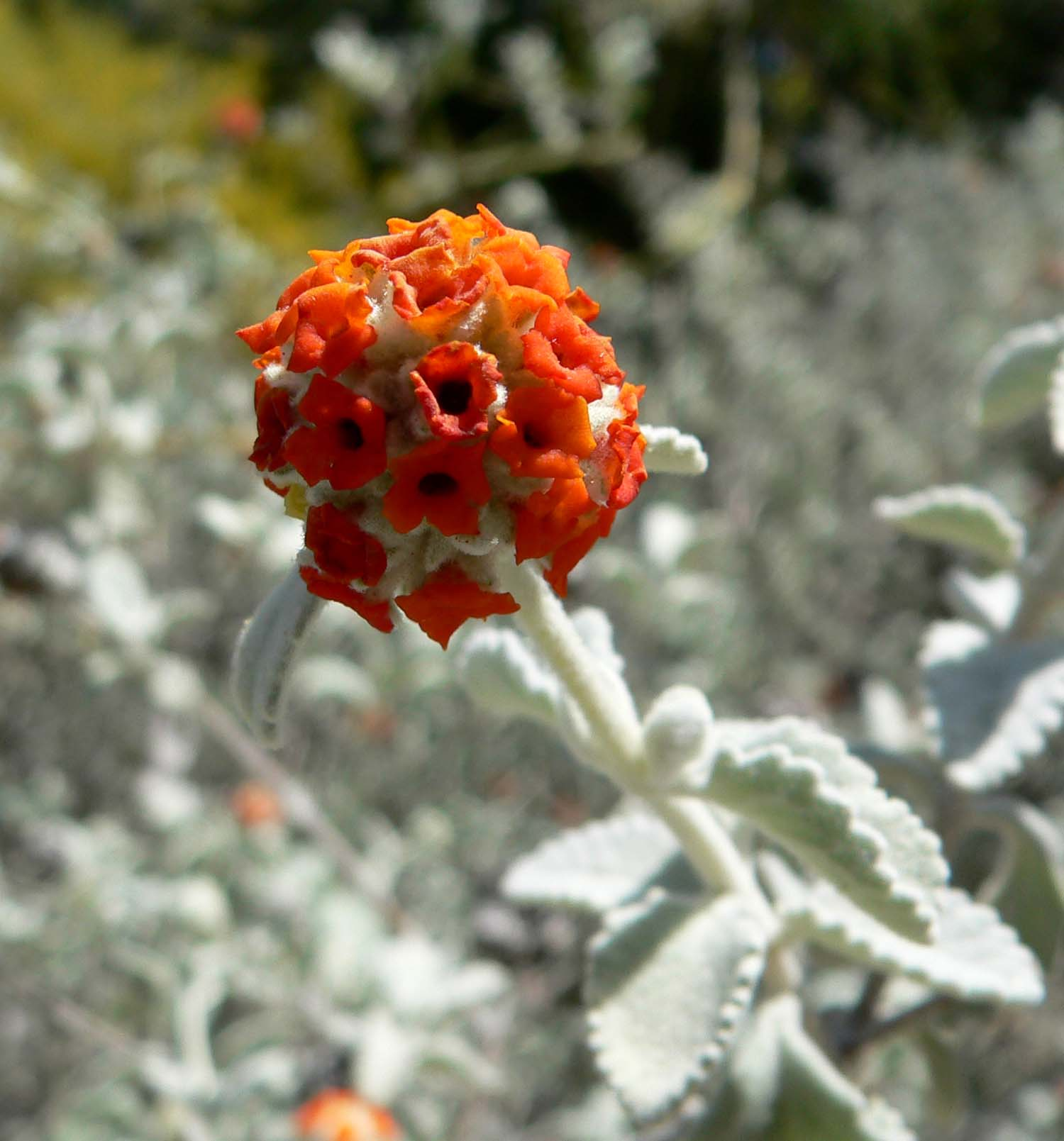
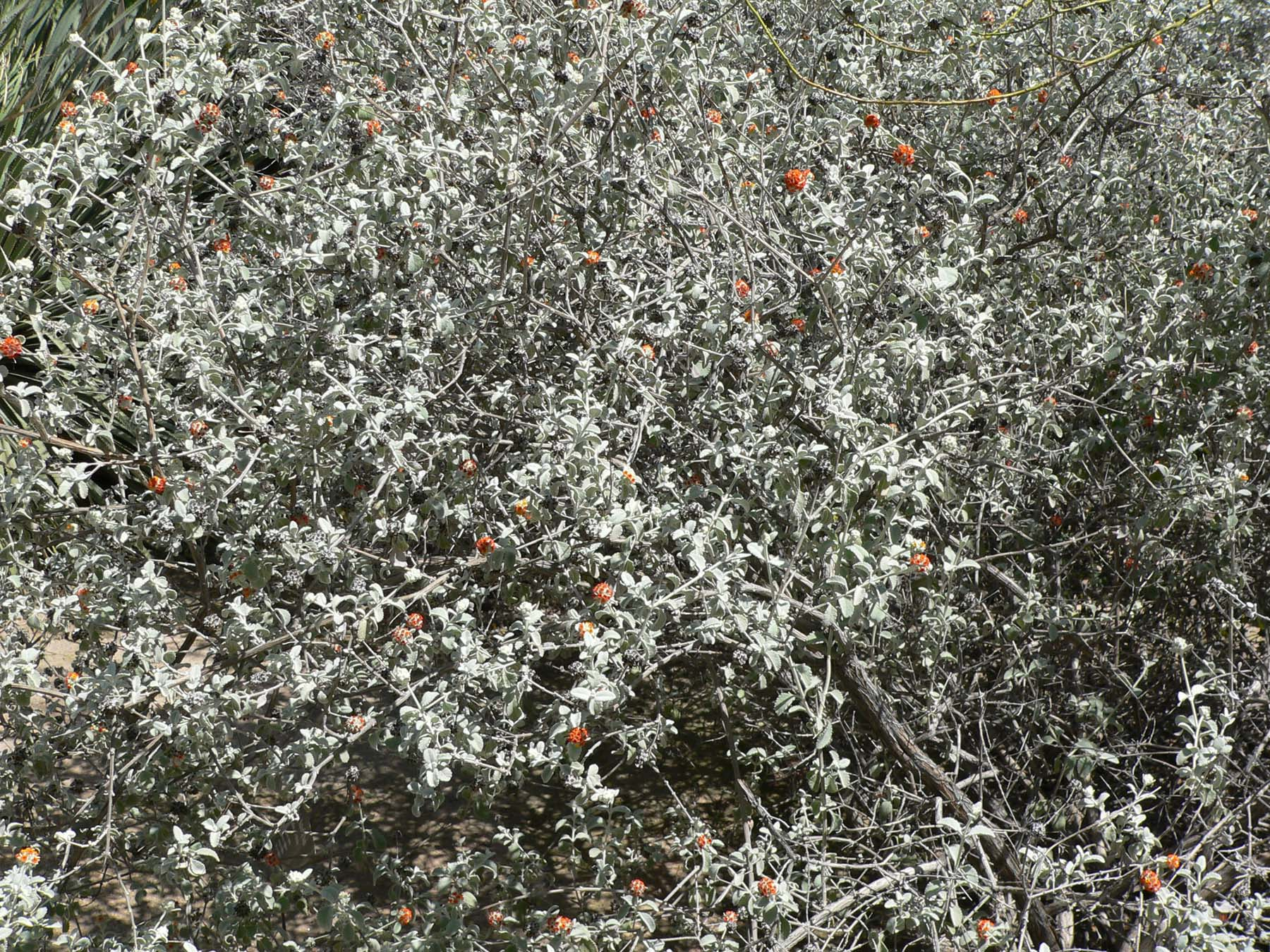
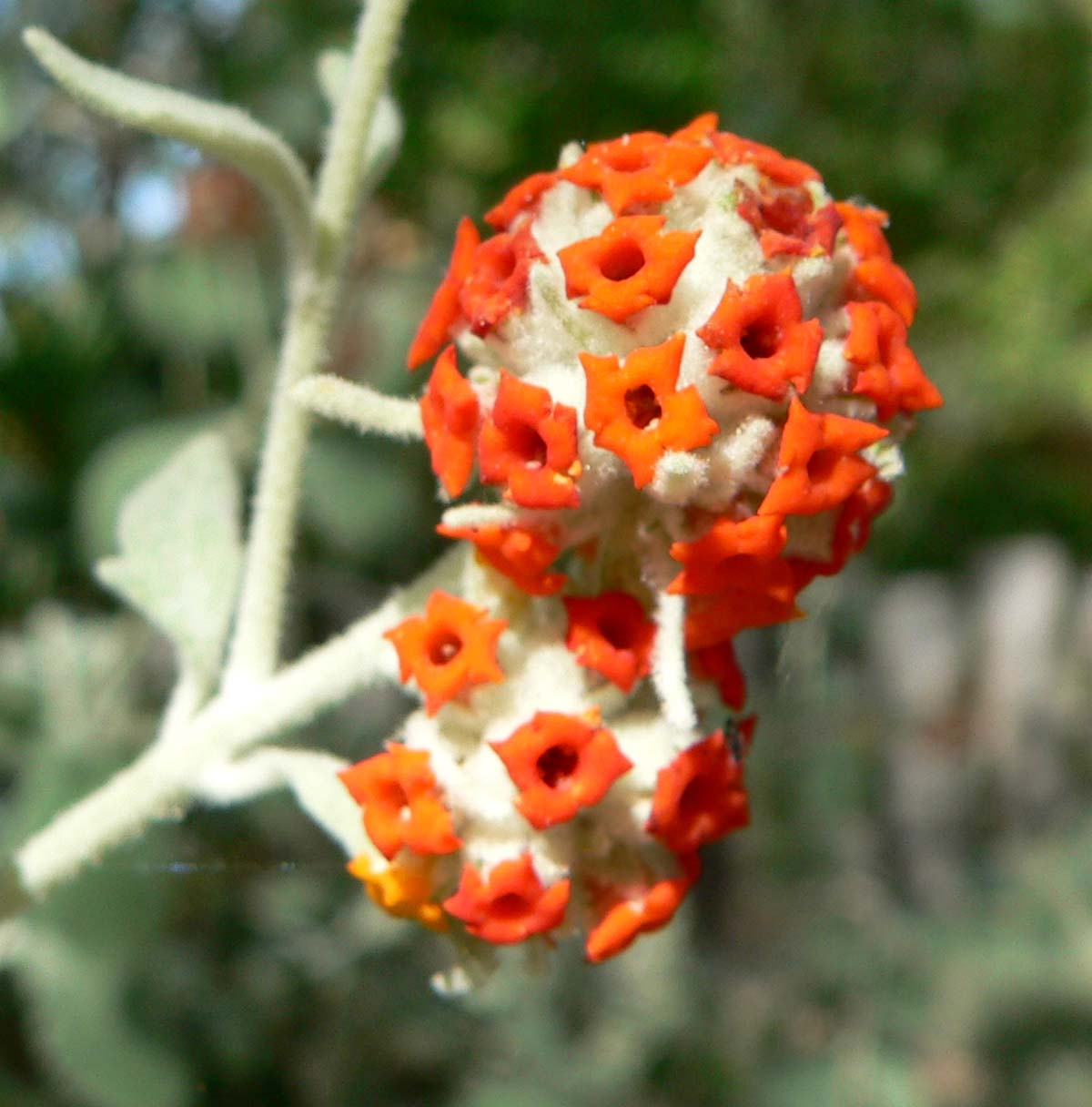